# Dhanashree Deshpande - Ganatra
Dhanashree Deshpande - Ganatra (nascut el 2 de febrer de 1970 a Khopoli, Maharashtra) és un músic indi. És més coneguda pel seu espectacle de varietats musicals You, Me and Chai, que es presenta en directe a Maharashtra des del 2013. També és coneguda pel seu llibre de poesia devocional Dhanu Dnyaniyachi (2016). Ha compost música per a les pel·lícules Tikli and Laxmi Bomb (2017) i Bayko Deta Ki Bayko (2020). També ha produït cançons per als cantants Arya Ambekar i Aditya Mahajan, i ha cantat en un àlbum amb Rahul Deshpande.